# David Gahafer
David Austin Gahafer (Louisville, ...) è un giocatore di football americano statunitense che gioca nel ruolo di quarterback.